# One Night Only
One Night Only este o formație britanică din Helmsley, Anglia, înființară în 2003.

## Istorie
One Night Only s-a format în vara anului 2003, alcătuită inițial din Mark "Mittens" Hayton, Daniel "POB" Parkin, Sam "Gunner" Ford și Kai Smith. Trupa nu avea un solist la început, până când George Craig, un prieten de-al fratelui lui Ford, li s-a alăturat în timpul unei repetiții. Inițial, băieții din trupa îl voiau ca vocalist, însă el dorea să cânte și la chitară. Atunci, Smith a hotărât să părăsească trupa. Deși unii spun că au început ca o trupă care făcea cover-uri după Beatles, nu este adevărat. La început cântau piese ale unor trupe ca Blink-182, New Found Glory Beatles, dar și piese originale.
Numele, One Night Only, a apărut când au fost rugați să cânte la un concert. Ei s-au numit One Night Only, pentru ca momentan nu își aleseseră altul, vrând de fapt să spună că vor cânta doar pentru o noapte, după cum spune și titlul. Până la urmă, acesta le-a rămas numele.

## Discografie

### Albume
- Started a Fire (2008) No. 10 UK[3]
- One Night Only (2010) No. 36 UK[3]
- Where the Sleepless Go (2015)

### Single-uri
| An   | Single                                            | Poziție | Poziție | Album                                             |
| An   | Single                                            | UK      | NL      | Album                                             |
| ---- | ------------------------------------------------- | ------- | ------- | ------------------------------------------------- |
| 2007 | "You and Me"                                      | 46      | -       | Started a Fire                                    |
| 2008 | "Just for Tonight"                                | 9       | 4       | Started a Fire                                    |
| 2008 | "It's About Time"                                 | 37      | -       | Started a Fire                                    |
| 2008 | "You and Me" (re-release)                         | 55      | -       | Started a Fire                                    |
| 2010 | "Say You Don't Want It"                           | 23      | -       | One Night Only                                    |
| 2010 | "Chemistry"                                       | -       | -       | One Night Only                                    |
| 2011 | "Can You Feel It Tonight"                         | -       | -       | Coca-Cola Original 2011 Europe Soundtrack         |
| 2011 | "Can You Feel It Tonight / Vem Curtir Essa Noite" | -       | -       | Feat. NX Zero band of Brazil for Coca Cola Brazil |